# Archidekanat dla powiatów: Humenné i Snina
Archidekanat dla powiatów: Humenné i Snina – prawosławny archidekanat w eparchii preszowskiej Kościoła Prawosławnego Czech i Słowacji. Siedzibą archidekanatu jest Snina.
W skład archidekanatu wchodzi 27 parafii:
- Parafia Wszystkich Świętych w Brezovcu
- Parafia Zesłania Ducha Świętego w Čukalovcach
- Parafia Opieki Matki Bożej w Hostovicach
- Parafia św. Włodzimierza w Hrabovej Roztoce
- Parafia Świętych Cyryla i Metodego w Humennem
- Parafia św. Jerzego w Jalovej
- Parafia św. Eliasza w Kalnej Roztoce (Kalná)
- Parafia św. Jerzego w Kalnej Roztoce (Roztoka)
- Parafia Zaśnięcia Matki Bożej w Klenovej
- Parafia Opieki Matki Bożej w Ladomírovie
- Parafia Narodzenia Matki Bożej w Michajlovie
- Parafia Wniebowstąpienia Pańskiego w Nechválovej Poliance
- Parafia Zaśnięcia Matki Bożej w Novej Sedlicy
- Parafia Wniebowstąpienia Pańskiego w Osadnem
- Parafia Narodzenia Matki Bożej w Parihuzovcach
- Parafia w Pčolinem
- Parafia Zaśnięcia Matki Bożej w Pichnem
- Parafia Zaśnięcia Matki Bożej w Príslopie
- Parafia Narodzenia św. Jana Chrzciciela w Runinie
- Parafia Opieki Matki Bożej w Ruskiej Volovej
- Parafia Wniebowstąpienia Pańskiego w Ruskim Potoku
- Parafia Wniebowstąpienia Pańskiego w Sninie
- Parafia Świętej Trójcy w Stakčínie
- Parafia Świętych Apostołów Piotra i Pawła w Ubli
- Parafia Opieki Matki Bożej w Uliču
- Parafia Narodzenia Matki Bożej w Uličskiem Krivem
- Parafia Zesłania Ducha Świętego w Zboju